# Ixora symphorantha
Ixora symphorantha är en måreväxtart som beskrevs av Cornelis Eliza Bertus Bremekamp. Ixora symphorantha ingår i släktet Ixora och familjen måreväxter. Inga underarter finns listade i Catalogue of Life.